# Thuiaria bidentata
Thuiaria bidentata is een hydroïdpoliep uit de familie Sertulariidae. De poliep komt uit het geslacht Thuiaria. Thuiaria bidentata werd in 1876 voor het eerst wetenschappelijk beschreven door Allman. 